# Kristoffer Ajer
Kristoffer Vassbakk Ajer, né le 17 avril 1998 à Rælingen en Norvège, est un footballeur  international norvégien. Pouvant évoluer au poste de défenseur central ou de milieu de terrain, il joue actuellement pour le Brentford FC.

## Biographie

### Débuts en Norvège
Né à Rælingen en Norvège, Kristoffer Ajer est formé au Lillestrøm SK. Il signe en juillet 2014 son premier contrat professionnel avec le club de l'IK Start, qui évolue en Tippeligaen, la D1 norvégienne.
Le 19 juillet 2014, il joue son premier match professionnel face au FK Bodø/Glimt en remplaçant le Costaricien Fernando Paniagua (en) à la 87e minute de jeu. Six minutes après l'entrée en jeu du jeune norvégien, le Ghanéen Ernest Asante marque le but qui offre les trois points de la victoire à l'IK Start.
La saison suivante, il hérite du brassard de capitaine, à seulement 16 ans devenant le plus jeune joueur à avoir été capitaine en Tippeligaen. Il se fait alors remarquer, inscrivant huit buts en championnat, et plusieurs clubs viennent l'observer, dont le Paris Saint-Germain. Cependant, il déclare ne pas vouloir partir, car il ne souhaite pas abandonner son club, qui lutte pour le maintien.
Il reste donc à l'IK Start où il a le statut de titulaire indiscutable ayant l'an dernier disputé 30 rencontres sur 30 possibles.

### Celtic FC
En février 2016, il est annoncé que le Celtic FC a acheté le jeune norvégien pour la somme d'un million d'euros. Il ne rejoindra le club écossais que lors du mercato estival, et continua donc de jouer en Norvège jusqu'à son transfert.
Le 20 janvier 2017, il est prêté à Kilmarnock FC.

## Palmarès
- Championnat d'Écosse : 2018, 2019,  2020
- Coupe d'Écosse : 2018, 2019, 2020
- Coupe de la Ligue écossaise : 2018, 2019, 2020

### Personnel
- Membre de l'équipe-type de Scottish Premier League en 2019[8] et 2021.

## Statistiques

### En club
| Club             | Saison | Championnat | Coupe |
| ---------------- | ------ | ----------- | ----- |
| IK Start Norvège | 2014   | 13 (1)      | 0 (0) |
| IK Start Norvège | 2015   | 32 (8)      | 2 (4) |
| IK Start Norvège | 2016   | 8 (0)       | 1 (0) |
|                  | Total  | 43 (9)      | 3 (4) |